# Joan Cirita
João Cirita (Nord de Regne de Portugal, ca. 1073 - São Cristóvão de Lafões, 23 de desembre de 1164) fou un monjo benedictí, tradicionalment considerat com l'introductor de l'Orde del Cister a Portugal. És venerat com a sant per l'Església catòlica.

## Biografia
La seva figura ha estat situada en diferents moments i és força desconeguda. Se li atribueixen fets que, probablement, corresponen a més d'una persona. Tingut per sant baró, es vincula a la fundació dels primers monestirs cistercencs de Portugal, i figura en documents de donacions fetes per nobles i sobirans.
Dirigia un grup d'eremites que vivien a la riba del Vouga. Una llegenda el vincula a la fundació del monestir de São João de Tarouca: el mateix Bernat de Claravall havia tingut una visió on se li apareixia Sant Joan Baptista i li deia d'enviar monjos a Portugal, on fundarien una casa. Segons això, els monjos foren enviats i trobaren, al Lamego, João Cirita que els indicà el lloc on fundar l'establiment, marcat per un llamp que caigué llavors. Fou la primera fundació cistercenca de Portugal.
Poc després es va establir un nou monestir benedictí de São Cristóvão de Lafões cap al 1137. Alguns historiadors pensen que el veritable fundador de Lafões fou el bisbe João Peculiar qui, cridat a altres llocs, va deixar-lo sota la direcció de João Cirita qui, en 1163, va adherir el monestir a l'orde cistercenc. Des d'aquí, Cirita va fundar i reformar les comunitats de Sever, Aguias i Salzedas (1165), que acabarien passant a l'Orde del Cister.
El monestir de S. Tiago de Sever do Vouga també fou fundat pel Cirita, llavors abat de Tarouca, en 1135. El 29 de maig de 1156, Teresa Alfons, muller d'Egas Moniz va lliure el monestir de Salzedas al Cirita. Al final de la seva vida va renunciar als seus càrrecs i es va retirar, com un monjo més, a fer penitència i vida contemplativa. La seva mort va tenir lloc el 23 de desembre de 1164 al monestir de Lafões (algunes fonts indiquen que fou a Sever). Fou sebollit a S. Cristovão de Lafões, on el sepulcre té un epitafi: «Joannes Abbas Cirit... Obiit X Kal. Januarij E. MCCII».
Es conserven dues cartes de l'abat: una als monjos (Epistola ad monachos) i una altra a la comunitat de Lafões.

### Llegendes
Posteriorment, alguns historiadors van aventurar que havia estat soldat, militar a les ordres d'Enric de Borgonya, comte de Portugal, i que ferit en batalla, en tingué cura un sacerdot. Mentre era convalescent va meditar i decidí canviar de vida, deixant l'exèrcit i formant-se amb el sacerdot. Quan aquest va morir, Joan es va fer eremita, establint-se a la riba del Vouga.
Una nit, demanà refugi a l'ermita una jove noble, que fugia del seu marit infidel; Joan l'acollí, però l'assaltà la temptació de la carn i, per apaivagar-ne el foc, va ficar un braç a les brases, cremant-se'l i fent fugir els dimonis que el temptaven. Poc després, van afegir-se a l'eremitori altres anacoretes i van formar una comunitat.
La fama de santedat dels eremites van fer que molta gent hi anés per demanar consell, la qual cosa els obligà a canviar de lloc d'eremitatge, anant vora el riu Baroso, al Lamego. En una visió, Sant Joan se li aparegué per anunciar-li la propera arribada d'un grup de monjos cistercencs als quals s'hauria d'unir per fundar un nou monestir, el de Tarouca. Quan el primer abat, Boemon, va morir, el Cirita va ingressar al monestir com a monjo cistercenc. Fou llavors quan va demanar a l'abat i al rei que permetessin la fundació d'un nou monestir a Lafões, al lloc on havia estat eremita i on encara hi havia els seus deixebles, que en serien els nous monjos.

#### Regla de l'Orde d'Avís
Segons una tradició, inventada per fra Bernardo de Brito, el rei Alfons I de Portugal li encarregà la redacció de la regla d'un orde militar que volia fundar: l'Orde d'Avís. Un cop redactada la regla en 1162, en què afiliava l'orde militar al cistercenc, tornà al seu monestir, on moriria poc després.